# Вайтенгаген (Північна Передня Померанія)
Вайтенгаген (нім. Weitenhagen) — громада в Німеччині, розташована в землі Мекленбург-Передня Померанія. Входить до складу району Передня Померанія-Рюген. Складова частина об'єднання громад Францбург-Ріхтенберг.
Площа — 17,03 км2. Населення становить 208 ос. (станом на 31 грудня 2020).